# Minerva (Schiff, 1834)

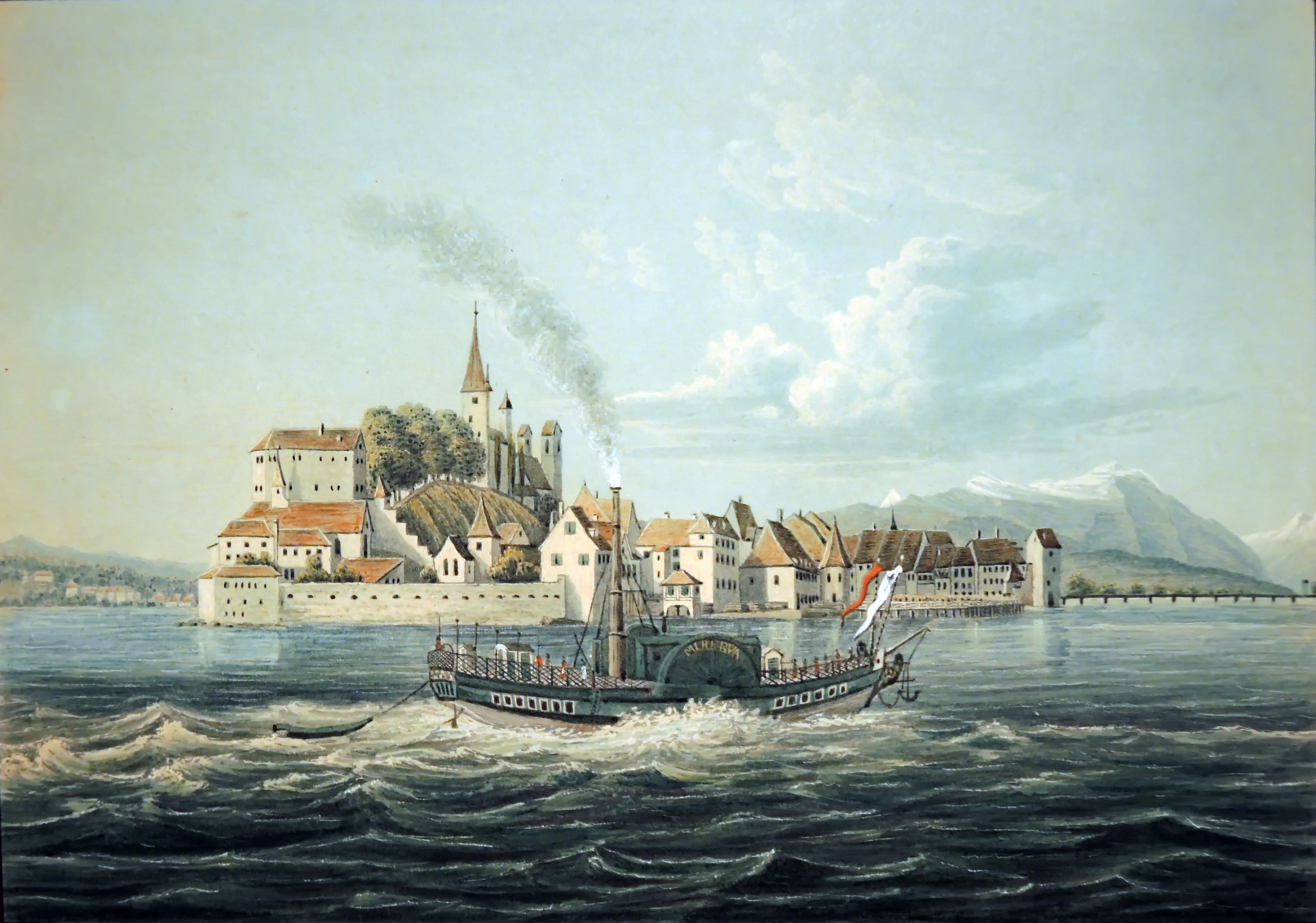
Das Dampfschiff Minerva vor Rapperswil

Die Minerva war das erste mit einer Dampfmaschine betriebene Schiff auf dem Zürichsee. Die erste Fahrt des Dampfschiffs erfolgte am 19. Juli 1835. Der Name nahm Bezug auf die Göttin Minerva.

## Geschichte
Die Minerva war eines der ersten Schiffe mit eiserner Schale. Im Gebiet der Schweiz war ein solches Schiff bereits 1834 im Neuenburgersee in See gestochen. Die Minerva war jedoch das erste Schiff mit eisernem Rumpf auf dem europäischen Kontinent, das fahrplanmässig eingesetzt wurde.

### Bau
Den Auftrag zum Bau erteilten die beiden Unternehmer Franz Carl Caspar, Gründer der «Dampfschifffahrtsgesellschaft für den Bodensee und Rhein», und Johann Jakob Lämmlin, ein Fachmann auf technischem Gebiet, die zuvor das Unternehmen «Caspar und Lämmlin, Unternehmer der Dampfschifffahrt auf dem Zürcher- und Walensee» gegründet hatten. Gebaut wurde das Schiff unter dem Namen Vulkan von der Maschinenfabrik William Fairbairn in Manchester.
Im November 1834 verliess das Dampfschiff die englische Ostküste und gelangte über die Nordsee und den Rhein nach Mannheim, Basel und Kaiseraugst. Dort wurde es zerlegt und mit Fuhrwerken nach Zürich transportiert. Dort wurde es wieder zusammengebaut. Am 20. Juni 1835 erfolgte bei der «Holzschanze» am heutigen Utoquai in Zürich der Stapellauf. Danach wurde die Innenausstattung vollendet und das Schiff auf den Namen Minerva umgetauft. 

### Jungfernfahrt

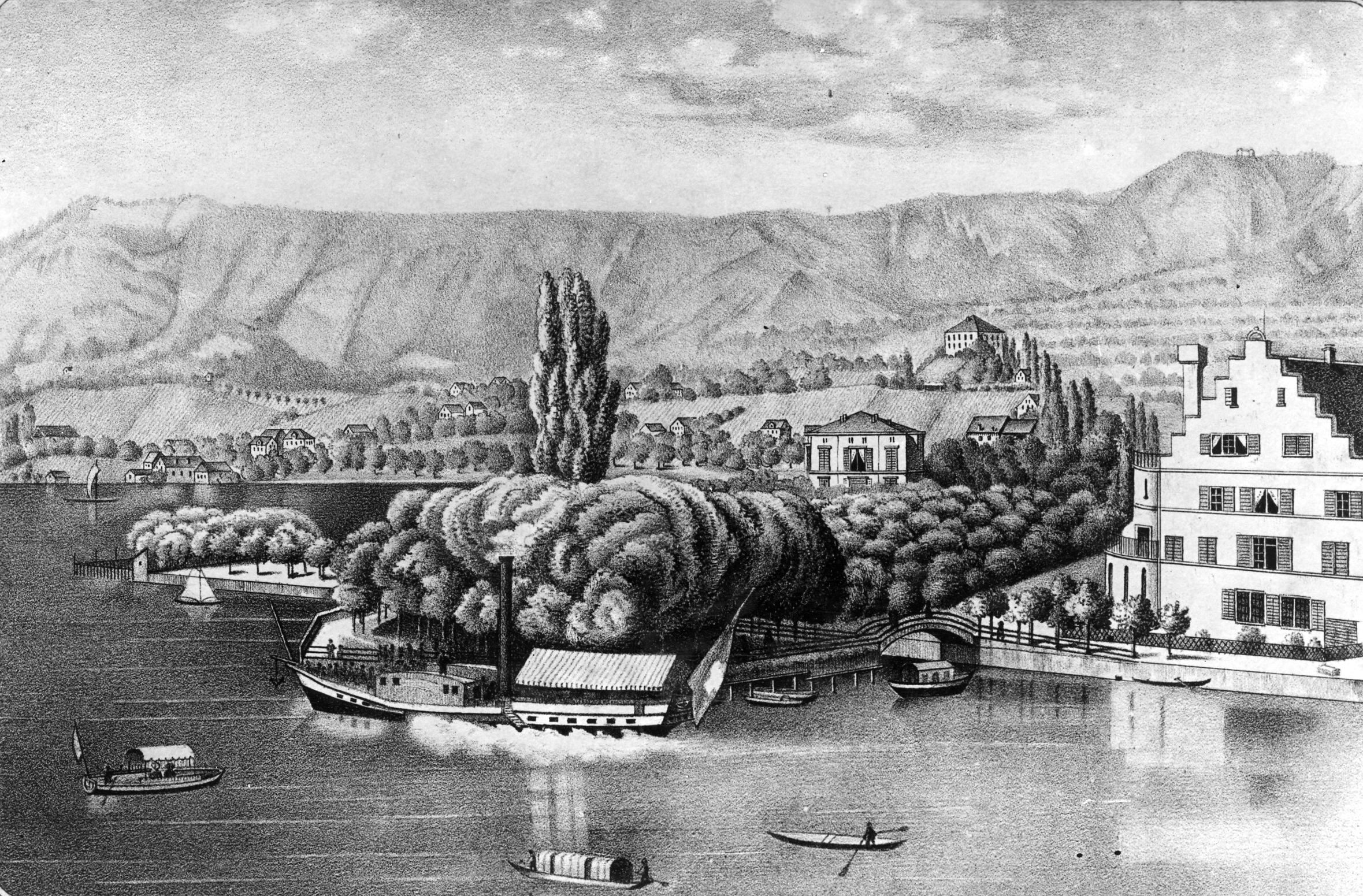
Schiffanlegestelle beim Bauschänzli in Zürich. Rechts das Bauhaus im Kratzquartier, 1835–1883.

Die Jungfernfahrt fand am 19. Juli 1835 statt. Die geladenen Gäste versammelten sich unter «Kanonendonner und Glockengeläute» auf dem Stadtzürcher Bauschänzli. Pünktlich um 11 Uhr legte die Minerva zu ihrer ersten Fahrt nach Rapperswil ab. Die Zürcherische Freitagszeitung beschrieb das Ereignis: «Die weiss und grüne Fahne schwellte sich, der Dampf fing mit einem eigentlichen, rauschenden Getöse, gleich der Stimme eines Ungeheuers, an zu arbeiten; ein Kommandowort, das Schiff machte eine Schwenkung und fuhr dann pfeilschnell mitten durch die Seefläche hin, bis man es allmählich aus den Augen verlor.»
Nach zwei Stunden Fahrzeit kam die Minerva in Rapperswil an, wo ein «glänzendes Mittagessen mit Musik und Tanz» stattfand. Um 18 Uhr fuhr das Schiff wieder zurück, landete nach zwei Stunden bei der Bauschanze und wurde «mit allgemeinem Jubel begrüsst».

### Einsatz auf dem Zürichsee
Am 20. Juli 1835 nahm die Minerva ihre regelmässigen Fahrten auf der Strecke Zürich–Rapperswil auf. Landestege gab es nur in Zürich und in Rapperswil: Wer während der Fahrt zusteigen oder aussteigen wollte, wurde in einem Boot zum Schiff bzw. zum Ufer gefahren.
Kritische Stimmen sagten, der Erfindung sei nicht recht zu trauen, man sei keinen Augenblick sicher, «ob der Kessel berste und die ganze Herrlichkeit in die Luft jage». Bereits drei Tage nach der Jungfernfahrt kam es zu einem harmlosen Zwischenfall, als einige beim Kessel liegende Holzstücke in Brand gerieten – bis 1855 wurden die Dampfschiffe auf dem Zürichsee ausschliesslich, bis 1868 teilweise mit Holz befeuert. Der Steuermann fuhr zur Beruhigung der Passagiere umgehend ans Ufer.
Obwohl sich der kommerzielle Erfolg zunächst in Grenzen hielt, war die erste Fahrt der Minerva der Beginn eines neuen Zeitalters im Transportwesen. Schon zwei Jahre später nahm der nächste Dampfer auf dem Zürichsee seinen Betrieb auf.

### Verlegung auf den Walensee
1839 wurde die Minerva für weitere Fahrten auf den Walensee verlegt und durch den Dampfer Republikaner ersetzt.

## Technische Daten
Die Minerva, später Splügen getauft, hatte eine Länge von 33,6 m und eine Breite von 4,8 m. Das Schiff bot etwa 500 Personen Platz. Es legte die rund 30 Kilometer von Zürich nach Rapperswil in zwei Stunden zurück und erreichte somit eine Geschwindigkeit von 15 km/h. Der Holzverbrauch betrug etwa fünf Klafter Tannenholz, also ungefähr 15 Kubikmeter; dies entspricht dem energetischen Gehalt von etwa 5'000 l Dieselöl. Ausgerüstet war der Dampfer mit zwei Hochdruckmaschinen von je 25 PS (18,4 kW).